# راندي سكوت (لاعب كرة قدم أمريكية)
راندي سكوت (بالإنجليزية: Randy Scott)‏ هو لاعب كرة قدم أمريكية أمريكي، ولد في 31 يناير 1959 في ديكاتور في الولايات المتحدة.